# Laguna Marcacocha
La laguna Marcacocha es un cuerpo de agua dulce, a una altitud de 4,554 m s. n. m. Se encuentra ubicada en el área natural de la puna, que se extiende a 4000 m s. n. m., hasta 4800 m s. n. m.
Este cuerpo de agua dulce tiene una extensión aproximada de 6,000 m de largo por 2,015 m de ancho, con una profundidad máxima de 20 a 30 m. Su agua es de un azul claro, con una temperatura entre 0 °C de noche y 7 °C de día; alimentado por las faldas de las lagunas Antacoto, Cuyo, Ancococha y Marcapomacocha; su capacidad de almacenamiento es de 40 millones de metros cúbicos de agua, la misma que abastece de agua dulce a las ciudades de Lima y Callao a través de canales y el túnel trasandino de 10 kilómetros de longitud, hasta la planta de Atarjea, conectando sus aguas con el río Rímac.

## Fauna
La laguna de Marcacocha es el hogar de una gran variedad de pájaros, tales como perdiz cordillerana, patos de puna, flamencos chilenos, zambullidor plateado, estrellas andinas, gallareta,, gaviotas, huallates, bandurrias y huashuas. En cuanto a la fauna de los alrededores de la laguna, hemos encontrado diversas especies interesantes como la Taruca o "ciervo andino", "Atoq" o "zorro andinoa" (Lycalopex culpaeus), Vizcacha (Lagidium viscacia), Puma y zorrillo; También se pueden ver ovejas, vacunos y camélidos (llamas, alpacas y vicuñas).

## Flora
Entre las plantas que rodean la laguna se encuentran itchu (paja), huamanpinta, huajuro, garbanzo, varios cactus, turpo, huilahuila, escorzonera, entre otras. La Laguna Marcacocha está incluida en la lista de Áreas Importantes para las Aves y la Biodiversidad (IBA) de la organización británica Birdlife International, organización dedicada a la conservación de la naturaleza. Se sabe que el área alberga 70 especies de aves, incluidas especies endémicas y en peligro de extinción a nivel mundial.

## Proyecto Marca
En la zona de drenaje que es redirigida hacia el río Pallca a través del túnel transandino, existen áreas reguladas en las lagunas de Marcapomacocha, Antacoto, Marcacocha y Sangrar, que en conjunto cubren una superficie de 175 km². Además, hay áreas no reguladas que son captadas y transportadas por el canal Tucto-Antacasha, las cuales abarcan una superficie de 70.7 km². De manera adicional, a partir del año 2000, el Proyecto Marca III incorpora los recursos provenientes de un área de drenaje de 102.6 km², los cuales son embalsados y regulados en la Laguna de Antacoto.
Actualmente, este proyecto se compone del agua proveniente de dos fuentes: una de ellas corresponde a los caudales regulados de la laguna Marcapomacocha, que a su vez recibe los caudales controlados de la presa Antacoto y la laguna Marcacocha. La otra fuente depende de los caudales regulados de las lagunas Sangrar y Tucto. Ambas corrientes se unen finalmente en el Túnel Trasandino, que tiene una longitud de 10.1 km y una capacidad de conducción de hasta 14.5 m³/s, lo que permite la derivación del agua hacia la cuenca del río Santa Eulalia (EDEGEL 2010). En promedio, el proyecto Marca I suministra 5.35 m³/s al río Santa Eulalia durante la época seca.
El proyecto Marca I, situado en el distrito de Marcapomacocha, en la provincia de Yauli, departamento de Junín, fue inaugurado en 1965 por las Empresas Eléctricas Asociadas con el objetivo de suministrar agua a las centrales hidroeléctricas ubicadas río abajo, las cuales ya eran varias en esa época. En la actualidad, este proyecto se compone de agua de dos fuentes: una es la de los caudales regulados provenientes de la laguna Marcapomacocha, que también recibe los caudales controlados de la presa Antacoto y la laguna Marcacocha; la otra proviene de los caudales regulados de las lagunas Sangrar y Tucto. Ambas corrientes se unen finalmente en el Túnel Trasandino, que tiene una longitud de 10.1 km y una capacidad de conducción de hasta 14.5 m³/s, para ser derivadas a la cuenca del río Santa Eulalia.